# Asociación de Alimentos de Calidad de Taiwán
La Asociación de Alimentos de Calidad de Taiwán, conocida en inglés como “Taiwan Quality Food Association” o “TQF Association”, es una entidad jurídica responsable por la gestión del Sistema de Certificación de Producto TQF que cumple con los requisitos de las normas de Buenas Prácticas de Higiene (BPH), Buenas Prácticas de Manufactura (BPM) y Análisis de Peligros y Puntos Críticos de Control (APPCC), además de proveer orientación y apoyo a la industria alimentaria en la implementación voluntaria del sistema de gestión de seguridad alimentaria. Las cinco funciones centrales de la Asociación de Alimentos de Calidad de Taiwán son:
1. Armonización de la certificación TQF con normas internacionales de seguridad alimentaria.
2. Autorización de organismos de certificación, siendo un tercero independiente e imparcial, para evaluar la conformidad con las normas de TQF.
3. Supervisión y control de los organismos de certificación por un tercero independiente e imparcial, la Fundación de Acreditación de Taiwán (conocida en inglés como Taiwan Accreditation Foundation), para el Sistema de Certificación de Producto TQF.
4. Implementación de la auditoría de control sin previo aviso y sin programación.
5. Incentivo de una actualización integral de las competencias profesionales dentro de la industria alimentaria.

## Creación
En 1983, el Buró para el Desarrollo Industrial, dependiente del Ministerio de Economía (MOEA) de la República de China, Taiwán, introdujo por primera vez el sistema de Buenas Prácticas de Manufactura (BPM) de los Estados Unidos en Taiwán, promoviendo activamente el Sistema de Certificación de BPM para Alimentos de Taiwán (conocida en inglés como Taiwan Food GMP), e incentivando la certificación voluntaria del BPM para alimentos por parte de las empresas de alimentos. En 1994, las empresas de alimentos que obtuvieron la certificación de BPM establecieron la "Asociación de BPM para Alimentos de Taiwán" con el fin de promover el sistema de certificación de BPM para alimentos.
En 2000, las BPM para alimentos ingresan en la etapa de "promoción conjunta del gobierno y el sector privado" en la que el gobierno y el sector privado (la industria alimentaria) cooperan entre sí para promover activamente las BPM para alimentos y mejorar la aceptación y la confianza pública en la producción de alimentos. La Asociación de BPM de Alimentos de Taiwán desempeñó la función de ser puente entre el gobierno, la industria y los consumidores, promoviendo la implementación voluntaria del sistema de gestión de seguridad alimentaria por parte de la industria alimentaria.
En marzo de 2015, los incidentes relacionados con la seguridad alimentaria fueron el foco de atención pública. En respuesta a estos incidentes y para que el sistema de certificación de seguridad y de calidad alimentaria de Taiwán sea más abierto, transparente e independiente, la Asociación de BPM de Alimentos de Taiwán hizo su transición a la “Asociación de Alimentos de Calidad de Taiwán” (o TQF Association en inglés), extendiendo la invitación a la industria de materia prima/ingredientes/aditivos, mayoristas, minoristas, expertos académicos y grupos de consumidores con el fin de unir esfuerzos para garantizar la seguridad alimentaria. Además, se espera lograr el reconocimiento internacional por la Iniciativa Global de Seguridad Alimentaria (GFSI, siglas en inglés) y posicionar Taiwán a nivel internacional.
En junio de 2015, el Buró para el Desarrollo Industrial transfirió oficialmente el "Programa de Certificación de BPM de Alimentos de Taiwán" incluyendo su sistema de gestión y la marca de certificación GMP (siglas en inglés para BPM) a la Asociación de Alimentos de Calidad de Taiwán. La Asociación de Alimentos Calidad de Taiwán obtuvo los derechos de propiedad intelectual de la marca registrada en septiembre de 2015, y comenzó a promocionar el Sistema de Certificación de Producto TQF mientras que se encargaba de la gestión y supervisión de la marca.
Un organismo tercero e imparcial, la Fundación de Acreditación de Taiwán (TAF, siglas en inglés), es responsable por la acreditación y la supervisión de los organismos de certificación para el Sistema de Certificación de Producto TQF. TAF es un organismo de acreditación reconocido oficialmente y miembro del Foro Internacional de Acreditación (IAF siglas en inglés) signatario del Acuerdo de Reconocimiento Multilateral.
A partir de entonces, la Asociación de Alimentos de Calidad de Taiwán asumió el papel del Buró para el Desarrollo Industrial ofreciendo asistencia a la industria de alimentos de Taiwán, con la misión de ayudarlos en la transición de la certificación de BPM para la certificación de TQF. En este contexto, la Dra. Bonnie Sun Pan fue designada como presidenta por la Junta Directiva de la Asociación para liderar la Asociación en el proceso de internacionalización.
- Datos: Q28411384